# Enydra
Enydra es un género botánico de la familia de las asteráceas. Comprende 21 especies descritas y de estas, solo 5 aceptadas.

## Taxonomía
El género fue descrito por João de Loureiro y publicado en Flora Cochinchinensis 2: 510–511. 1790.

## Especies aceptadas
A continuación se brinda un listado de las especies del género Enydra aceptadas hasta agosto de 2012, ordenadas alfabéticamente. Para cada una se indica el nombre binomial seguido del autor, abreviado según las convenciones y usos.
- Enydra fluctuans DC.
- Enydra maritima (Kunth) DC.
- Enydra radicans (Willd.) Lack
- Enydra sessilifolia (Ruiz & Pav.) Cabrera
- Enydra sessilis (Sw.) DC.

## Fuente
1. 1 2  «Enydra». Tropicos.org. Missouri Botanical Garden. Consultado el 19 de agosto de 2012.
2. ↑  Enydra en PlantList
3. ↑  Enydra en Global Compositae

- Datos: Q5381459
- Especies: Enydra